# Rialto Towers
Rialto Towers je mrakodrap v australském Melbourne. Postaven byl podle návrhu, který vypracovala firma Gerard de Preu & Partners. Má 63 nadzemních podlaží a výšku 251 m, je tak 5. nejvyšší mrakodrap ve městě. Výstavba probíhala v letech 1982 - 1986. Budova byla otevřena v roce 1986, ale už koncem roku 1984 se do budovy stěhovali první nájemníci i přesto, že na horních patrech stále probíhaly stavební práce. 

## Využití
Budova disponuje 147 000 m2 převážně kancelářských prostor, které obsluhuje celkem 38 výtahů. V podzemních patrech jsou garáže, v prvních třech nadzemních patrech je vstupní lobby. Kancelářské prostory jsou umístěny od 4. do 57. patra. V 58. patře je vyhlídková místnost a ostatní patra slouží pro chod budovy (strojovna apod.).